# St. Sebastian (Birnbaum)

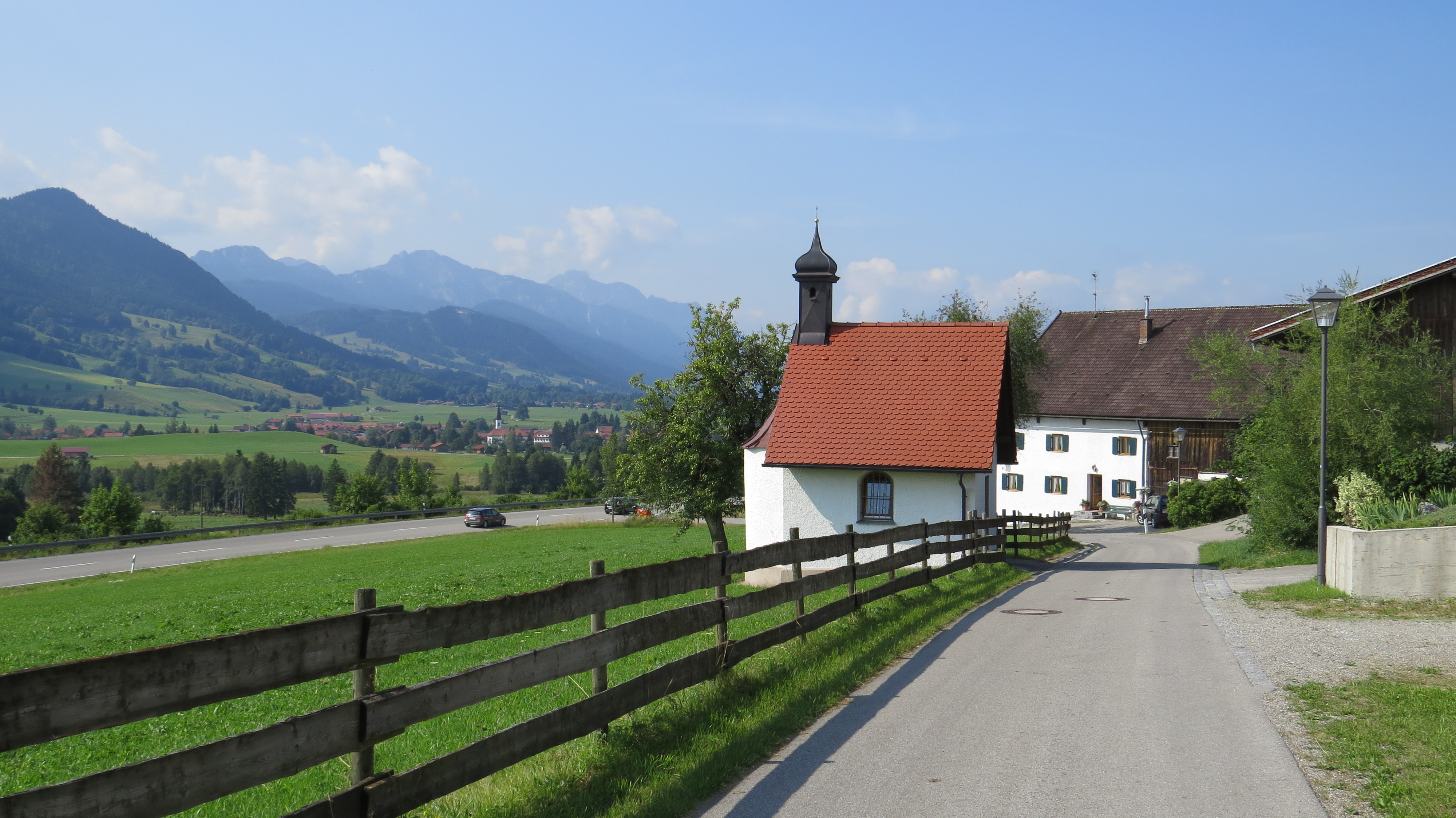
St. Sebastian in Birnbaum

St. Sebastian ist eine römisch-katholische Kapelle im Weiler Birnbaum in der bayerisch-schwäbischen Gemeinde Halblech.

## Lage
Die Kapelle liegt an der alten Straße von Füssen nach Steingaden, die auch Pilgerweg zur Wieskirche war. Auf der gegenüberliegenden Straßenseite liegt der Weiler Birnbaum. Die Ortschaft liegt auf einer Anhöhe mit Ausblick auf Trauchgau und die Ammergauer Alpen. Heute wird sie von der Bundesstraße 17 umfahren, die in gut 50 Metern Entfernung unterhalb der Kapelle verläuft. Die Kapelle hat die Adresse Birnbaum 4.

## Geschichte
Vermutlich gab es mindestens seit dem 17. Jahrhundert eine Vorgängerkapelle. Die heutige Kapelle wurde Ende des 18. Jahrhunderts erbaut. Im Zuge der Säkularisation 1803 sollte sie eigentlich abgerissen werden, konnte aber von den Ortsbewohnern gerettet werden, indem sie als Waschküche deklariert wurde. 1881 wurden bauliche Veränderungen vorgenommen.
1999/2000 wurde die Kapelle innen und 2005 außen renoviert. Heute ist die Kapelle im Besitz der Gemeinde Halblech und gehört zur Pfarrei St. Andreas in Trauchgau, die Teil der Pfarreiengemeinschaft am Forggensee im Dekanat Marktoberdorf des Bistums Augsburg ist. Regelmäßige Gottesdienste werden nicht abgehalten. Die Kapelle steht als Baudenkmal unter Denkmalschutz.

## Architektur
Die rechteckige Kapelle hat einen eingezogenen, flachrunden Chor. Sie ist von einem Satteldach bedeckt, auf dem auf der Chorseite ein rechteckiger Dachreiter sitzt. Der Chor ist mit einem Blechdach bedeckt. Die Seitenwände haben je ein rundbogiges Fenster, der Chor ein Rundfenster.

## Ausstattung
Der Altaraufsatz mit gedrehten Säulen, Pilastern und Akanthuswerk stammt aus dem 18. Jahrhundert. In seiner Mitte steht eine 1665 von Georg Bayrhoff geschaffene Figur des hl. Sebastian. Daneben stehen Figuren des hl. Paulus (erste Hälfte 19. Jh.) und des Apostels Johannes, vorne auf dem Altartisch Figuren des hl. Franz Xaver (wohl 18. Jh.) und vermutlich des hl. Petrus Canisius sowie ein kleines Votivkästchen mit einem Bild des gegeißelten Heilands.
Zwei Figuren seitlich des Chors stellen Maria und den Apostel Johannes dar und waren früher Teil einer Kreuzigungsgruppe. Sie stammen wohl aus dem 18. Jahrhundert. Es kann aber auch vermutet werden, dass sie älter sind und ebenfalls von Georg Bayrhoff geschaffen wurden. Auch bei dem Kruzifix an der Kapellenwand (17. Jh.) kann Georg Bayrhoff als Urheber nicht ausgeschlossen werden.